# John Coghlan (músico)
John Coghlan (n. 19 de septiembre de 1946, Dulwich, Londres, Inglaterra) es un músico inglés conocido mayormente por haber sido baterista de la banda de rock Status Quo, entre los años 1962 y 1981. Tras su salida del grupo londinense participó de los proyectos Partners in Crime y The Rockers, aunque sin mayor éxito. Luego dedicó tiempo completo a su primera banda llamada Diesel —en ciertas ocasiones nombrada John Coghlan's Diesel— con la que nunca firmó un contrato discográfico.
Actualmente sigue presentándose en vivo con su propia agrupación, John Coghlan's Quo. Adicional a ello, entre los años 2013 y 2014 volvió a reunirse con sus antiguos compañeros de Status Quo para una serie de conciertos, de los cuales se grabaron los álbumes en vivo Back 2 SQ. 1 - The Frantic Four Reunion 2013 y The Frantic Four's Final Fling.

## Biografía

### Primeros años y su paso por Status Quo
Nació en 1946 en Dulwich, un área al sur de Londres en Inglaterra, hijo de padre escocés y madre francesa. Inició sus estudios en la escuela Kingsdale Foundation, pero a los quince años la abandonó para trabajar como ayudante de mecánica. Por aquel mismo tiempo, también comenzó a tocar la batería bajo la tutela de Lloyd Ryan, que también le enseñó el rudimento a otros destacados músicos, como Phil Collins.
A mediados de 1962 conoció a Alan Lancaster y a Francis Rossi, quienes lo invitaron a unirse a The Scorpions —antiguo nombre de Status Quo— en reemplazo de Alan Key. Con la banda londinense grabó catorce álbumes de estudio y uno en vivo, y en ciertas canciones fue acreditado como coescritor como por ejemplo en «Good Thinking», «Roll Over Lay Down» y «Break the Rules». A fines de 1981 y antes de grabar el disco 1+9+8+2, decidió renunciar a la banda para enfocarse en su propio grupo, Diesel, que había formado en 1977.

### Década de los ochenta y nuevos proyectos
Paralelo a su propia banda, integró el supergrupo The Rockers junto a Phil Lynott de Thin Lizzy, Roy Wood de Wizzard y Chas Hodges del dúo Chas & Dave. Con ellos grabó un medley de rock and roll titulado «We Are The Boys (Who Make All The Noise)», que se puso a la venta como sencillo en noviembre de 1983. Más tarde formó la banda Partners in Crime, que publicaron en 1985 su único disco Organised Crime. Por otra parte y durante la década de los ochenta, giró por varias ciudades del Reino Unido con su banda Diesel, que a pesar de lo populoso que eran sus conciertos, nunca firmaron un contrato discográfico. Aun así en septiembre de 1988, publicaron de forma independiente su primer sencillo llamado «Licensed to Rock». En 1988 también viajó a Australia para unirse a The Bombers, grupo creado por su excompañero Alan Lancaster, pero solo duró en el un año.

### Los noventa y posterior reunión con Status Quo
En 1990 reformó Diesel con nuevos músicos y con un listado de canciones que incluyó algunos covers del rock y con algunas pistas escritas por los propios miembros del grupo. A fines de la década, la reformó nuevamente pero esta vez se denominó John Coghlan's Quo, con la que tocaban los mejores éxitos de Status Quo, y con la cual sigue tocando hasta el día de hoy con gran éxito en Europa.
En el 2013 y a través de un comunicado oficial, Status Quo informó que saldrían de gira con la clásica alineación llamada Frantic Four (Rossi, Parfitt, Lancaster, Coghlan), la que se repitió de nuevo en 2014.

## Discografía
| - 1968: Picturesque Matchstickable Messages from the Status Quo - 1969: Spare Parts - 1970: Ma Kelly's Greasy Spoon - 1971: Dog of Two Head - 1972: Piledriver - 1973: Hello! - 1974: Quo - 1975: On the Level - 1976: Blue for You - 1977: Rockin' All Over the World - 1978: If You Can't Stand the Heat - 1979: Whatever You Want - 1980: Just Supposin' - 1981: Never Too Late | - 1983: «We Are the Boys (Who Make All The Noise)» (sencillo) - 1985: Organised Crime - 1988: «Licensed to Rock» (sencillo) |